# إنريكو جاسباروتو
إنريكو جاسباروتو (بالإيطالية: Enrico Gasparotto) مواليد 22 مارس 1982 في إيطاليا، هو دراج إيطالي في صنف سباق الدراجات على الطريق.

## التصنيف
| السنة     | 2005 | 2006 | 2007 | 2008 | 2009 | 2010 | 2011 | 2012 | 2013 | 2014 | 2015 | 2016 | 2017 | 2018 | 2019 | 2020 |
| --------- | ---- | ---- | ---- | ---- | ---- | ---- | ---- | ---- | ---- | ---- | ---- | ---- | ---- | ---- | ---- | ---- |
| بروتور    | 155  | 203  | 185  | -    |      |      |      |      |      |      |      |      |      |      |      |      |
| العالم    |      |      |      |      | -    | 82   |      |      |      |      |      |      |      |      |      |      |
| العالم    |      |      |      |      |      |      | 153  | 33   | 45   | 103  |      | -    | 230  | 64   |      |      |
| عالمي     |      |      |      |      |      |      |      |      |      |      |      | 52   | 791  | 80   | 390  | 694  |
| أوروبا    |      |      |      | -    |      |      |      |      |      |      | 271  | 141  | 1121 | 223  | 310  | 558  |
|           |      |      |      |      |      |      |      |      |      |      |      |      |      |      |      |      |
| مصدر: UCI |      |      |      |      |      |      |      |      |      |      |      |      |      |      |      |      |

== سباقات أو مراحل فاز بها ==
| التاريخ        | السباق                    | المركز                                                                  |
| -------------- | ------------------------- | ----------------------------------------------------------------------- |
| 12 أبريل 2006  | شيلدبرايش 2006            | السادس في التصنيف العام                                                 |
| 30 يوليو 2006  | طواف فاتينفول 2006        | المرتبة 16 في التصنيف العام                                             |
| 16 أغسطس 2006  | طواف إينكو 2006           | السابع في تصنيف أفضل شاب، السابع في تصنيف النقاط                        |
| 05 أكتوبر 2006 | كوبا ساباتيني 2006        |                                                                         |
| 20 مارس 2007   | تيرينو ادرياتيكو 2007     | السابع في تصنيف الجبال                                                  |
| 05 أغسطس 2007  | طواف الدنمارك 2007        |                                                                         |
| 01 يناير 2008  | طواف أوروبا للدراجات 2008 | الفائز في التصنيف العام                                                 |
| 02 مارس 2008   | غران بريمو دي لوغانو 2008 |                                                                         |
| 18 مارس 2008   | تيرينو ادرياتيكو 2008     | الثاني في التصنيف العام، الثاني في تصنيف النقاط، الثامن في تصنيف الجبال |
| 22 مارس 2008   | ميلان-سان ريمو 2008       | المرتبة 12 في التصنيف العام                                             |
| 03 أبريل 2008  | ثلاثة أيام من دي بان 2008 |                                                                         |
| 21 يونيو 2008  | ستير إليكتروير 2008       | الفائز في التصنيف العام                                                 |
| 06 سبتمبر 2008 | 2008 Coppa Placci         |                                                                         |
| 07 سبتمبر 2008 | 2008 Giro della Romagna   | الفائز في التصنيف العام                                                 |
| 21 يونيو 2009  | طواف سويسرا 2009          |                                                                         |
| 20 أغسطس 2009  | كوبا بيرنوشي 2009         |                                                                         |
| 18 أبريل 2010  | سباق أمستل الذهبي 2010    |                                                                         |
| 15 أبريل 2012  | سباق أمستل الذهبي 2012    | الفائز في التصنيف العام                                                 |
| 17 أبريل 2016  | سباق أمستل الذهبي 2016    | الفائز في التصنيف العام                                                 |

## روابط خارجية
- إنريكو جاسباروتو على موقع الاتحاد الدولي للدراجات (الإنجليزية)
- إنريكو جاسباروتو على موقع أرشيف الدراجات (الإنجليزية)
- إنريكو جاسباروتو على موقع إحصائيات الدراجات الإحترافية (الإنجليزية)
- إنريكو جاسباروتو على موقع نسبة الدراجات (الإنجليزية)
- إنريكو جاسباروتو على موقع CycleBase (الإنجليزية)
- Palmares on Cycling Base

لا توجد روابط لمواقع التواصل الاجتماعي.